# Bernard de Girard
Bernard de Girard (1535 à Bordeaux - 1610 à Bordeaux) est un historien français.

## Présentation
Seigneur du Haillan, il devint secrétaire des finances du duc d'Anjou après avoir été le secrétaire de François de Noailles et s'être fait connaître comme poète et historien. Charles IX puis Henri III, à qui l'édition de 1580 est dédiée, le firent historiographe (en 1571) chargé de recueillir et de rédiger les annales nationales. Il remplit sa tâche en dressant un catalogue des rois de France depuis Pharamond jusqu'à Charles VII ; la seconde partie de son livre est consacrée aux institutions du royaume. Enfin, il publie une Histoire sommaire des Comtes et Ducs d'Anjou. Nommé généalogiste de l'Ordre du saint-esprit par Henri III. Il est le premier écrivain français à avoir composé un corps d'histoire nationale, et s'il a adopté certaines fables, il a rejeté de nombreuses traditions généralement reçues. 
On a de lui : 
- Regum Gallorum icOnes a Pharamundo ad Franciscum II ;
- Item ducum Lotharingiæ icones, Paris, 1559, in-4 ;
- Histoire générale des rois de France depuis Pharamond jusqu'à Charles IX, 1576, 1584, in-fol. : c'est le premier corps d'histoire de France qui ait paru dans notre langue
- De l'estat et succez des affaires de France, œuvre depuis les précédentes editions, augmenté, & illustré, contenant sommairement l'histoire des rois de France, & les choses plus remarquables par eux institues pour l'ornement & grandeur de leur royaume. Ensemble une sommaire histoire des seigneurs, comtes et ducs d'Anjou.. L'Huillier. Edition originale de 1570, 1590 (Édition de 1572 en ligne). Dernière édition augmentée, publiée après la mort de l'auteur en 1611. Cet ouvrage porte sur le dernier feuillet blanc un sixain de Scevole de Sainte-Marthe à la louange de l'auteur. (Lire en ligne)
- On lui attribue un Discours sur les causes de tous les troubles de ce royaume (1572) et un Discours sur les causes de l'extrême cherté qui est aujourd'huy en France (1586)[1].

Du Haillan a traduit Eutrope, Cornélius Népos et les Offices de Cicéron.

## Source partielle
- Marie-Nicolas Bouillet  et Alexis Chassang (dir.), « Bernard de Girard » dans Dictionnaire universel d’histoire et de géographie, 1878 (lire sur Wikisource)